# Oeptar (plaats)
Oeptar (Russisch: Уптар; Evenks voor "watertje") is een nederzetting met stedelijk karakter in het district Olski in het zuiden van de Russische oblast Magadan. De plaats ligt aan een bocht van het gelijknamige riviertje aan de Kolymatrakt ("bottenweg") op 41 kilometer van Magadan.

## Geschiedenis
De geschiedenis van Oeptar wordt gewoonlijk gerekend vanaf 1932, toen op 47 kilometer vanaf het begin van de bottenweg een Goelagkamp werd gebouwd voor de Dalstroj, dat onder het bestuur van de OeSVITL stond. De bijnaam van de plaats is daarom ook wel '47e kilometer'. In de jaren 80 werd de afstand tot Magadan verkort met 6 kilometer. In de jaren 70 werd een stuwdam gebouwd in de rivier de Kolyma bij het dorpje Sinegorje, waar de waterkrachtcentrale Kolymski naast werd gebouwd. Door de groei van de bevolking kreeg de plaats op 5 april 1973 de status van arbeidersnederzetting (nederzetting met stedelijk karakter).
Door het uiteenvallen van de Sovjet-Unie daalde de bevolking van 3.983 in 1989 naar 2.311 in 2002 en 1.747 in 2005.
Doordat het dorp nog nauwelijks bedrijven telt, werkt het grootste deel van de bevolking in Magadan of de nabijgelegen plaats Sokol.